# Pseuderanthemum acuminatissimum
Pseuderanthemum acuminatissimum är en akantusväxtart som först beskrevs av Friedrich Anton Wilhelm Miquel, och fick sitt nu gällande namn av Raymond Benoist. Pseuderanthemum acuminatissimum ingår i släktet Pseuderanthemum och familjen akantusväxter. Inga underarter finns listade i Catalogue of Life.